# Петерсдорф (Мекленбург-Передня Померанія)
Петерсдорф (нім. Petersdorf) — громада в Німеччині, розташована в землі Мекленбург-Передня Померанія. Входить до складу району Мекленбургіше-Зенплатте. Складова частина об'єднання громад Вольдег.
Площа — 7,79 км2. Населення становить Невірний параметр metadata 13 071 116 ос. (станом на 31 грудня 2020).